# Виана-ду-Каштелу (округ)
Округ Виа́на-ду-Каште́лу (порт. Distrito de Viana do Castelo) — округ в северной Португалии. Округ состоит из 10 муниципалитетов. Входит в Северный регион. Входит в статистический субрегион Минью-Лима. Ранее входил в состав провинции Минью. Территория — 2219 км². Население — 244 836 человек (2011). Плотность населения — 110,34 чел./км². Административный центр — город Виана-ду-Каштелу.

## География
Регион граничит:
- на севере — Испания
- на востоке — Испания
- на юге — округ Брага
- на западе — Атлантический океан

## Муниципалитеты
Округ включает в себя 10 муниципалитетов:
| Муниципалитеты округа Виана-ду-Каштелу | Муниципалитеты округа Виана-ду-Каштелу | Муниципалитеты округа Виана-ду-Каштелу | Муниципалитеты округа Виана-ду-Каштелу | Муниципалитеты округа Виана-ду-Каштелу | Муниципалитеты округа Виана-ду-Каштелу | Муниципалитеты округа Виана-ду-Каштелу | Муниципалитеты округа Виана-ду-Каштелу | Муниципалитеты округа Виана-ду-Каштелу | Муниципалитеты округа Виана-ду-Каштелу | Муниципалитеты округа Виана-ду-Каштелу | Муниципалитеты округа Виана-ду-Каштелу |
| -------------------------------------- | -------------------------------------- | -------------------------------------- | -------------------------------------- | -------------------------------------- | -------------------------------------- | -------------------------------------- | -------------------------------------- | -------------------------------------- | -------------------------------------- | -------------------------------------- | -------------------------------------- |
| №                                      | Наименование                           | Территория км²                         | Место в стране                         | Место в округе                         | Кол-во жителей чел.                    | Место в стране                         | Место в округе                         | Плотность чел./км²                     | Место в стране                         | Место в округе                         | Количество районов                     |
| 1                                      | Аркуш-ди-Валдевеш                      | 447,6                                  | 60                                     | 1                                      | 24 635                                 | 105                                    | 3                                      | 55                                     | 179                                    | 9                                      | 51                                     |
| 2                                      | Каминья                                | 137,4                                  | 213                                    | 8                                      | 16 926                                 | 143                                    | 5                                      | 123                                    | 108                                    | 3                                      | 20                                     |
| 3                                      | Мелгасу                                | 238,1                                  | 136                                    | 4                                      | 9739                                   | 201                                    | 8                                      | 41                                     | 206                                    | 10                                     | 18                                     |
| 4                                      | Монсан                                 | 211,3                                  | 154                                    | 5                                      | 19 842                                 | 131                                    | 4                                      | 94                                     | 133                                    | 5                                      | 33                                     |
| 5                                      | Паредеш-де-Кора                        | 138,2                                  | 212                                    | 7                                      | 9409                                   | 204                                    | 9                                      | 68                                     | 162                                    | 8                                      | 21                                     |
| 6                                      | Понте-да-Барка                         | 182,2                                  | 171                                    | 6                                      | 13 026                                 | 174                                    | 7                                      | 71                                     | 161                                    | 7                                      | 25                                     |
| 7                                      | Понте-де-Лима                          | 320,3                                  | 96                                     | 2                                      | 44 609                                 | 63                                     | 2                                      | 139                                    | 97                                     | 2                                      | 51                                     |
| 8                                      | Валенса                                | 117,1                                  | 237                                    | 9                                      | 14 284                                 | 163                                    | 6                                      | 122                                    | 110                                    | 4                                      | 16                                     |
| 9                                      | Виана-ду-Каштелу                       | 318,6                                  | 99                                     | 3                                      | 90 654                                 | 27                                     | 1                                      | 285                                    | 53                                     | 1                                      | 40                                     |
| 10                                     | Вила-Нова-де-Сервейра                  | 108,6                                  | 244                                    | 10                                     | 8813                                   | 207                                    | 10                                     | 81                                     | 147                                    | 6                                      | 15                                     |